# Salone Margherita (Milano)
Salone Margherita, così chiamato in onore di Margherita d'Austria-Stiria, fu il primo ambiente deputato all'opera in Milano.
Eretto nel secondo cortile di Palazzo Ducale (oggi Palazzo Reale) alla fine del XVI secolo, fu in seguito sostituito dal Teatro Regio Ducale.
La struttura, di per sé modesta, ebbe comunque una grande importanza storica e culturale, si trattò infatti del primo teatro stabile cittadino, ma soprattutto attraverso il Salone Margherita si diffuse in città la passione per l'opera.

## Storia
Nel secondo cortile del palazzo, un theatro di legname era già stato innalzato da Giuseppe Meda nel 1594, in occasione del matrimonio di Íñigo de Velasco, figlio del governatore di Milano Juan Fernández de Velasco. Questa grande struttura temporanea era deputata agli spettacoli musicali, spettacoli di prosa venivano invece già rappresentati in un più raccolto ambiente localizzato in una sala all'estremità nord-orientale del palazzo, sul lato verso l'odierna via delle Ore (oggi parte del Museo del Duomo). Questo preesistente “Teatro delle Commedie” rimase in funzione anche nel Seicento e nel primo Settecento: qui in particolare si esibivano le compagnie di artisti itineranti.
Nell'autunno 1598 era atteso alla corte milanese il passaggio di Margherita d'Austria-Stiria, in viaggio per la Spagna, dove si sarebbe unita all'erede al trono Filippo.
Nel luglio, perciò, Velasco ordinò la costruzione di un salone a riserva di Theatro. Due colonnati già esistenti, uno sul lato occidentale del secondo cortile, l'altro, ligneo, probabilmente parte della struttura del Meda, furono sfruttati per creare una balconata. L'ambiente fu quindi coperto da un soffitto ligneo affrescato da Paolo Camillo Landriani. Il soggetto, accompagnato dal motto augurale Pleno beant te Numina sinu, fu dettato dal governatore stesso:
La scena si trovava sul lato prossimo al corpo tra i due cortili. Sul lato opposto, sopra una fontana con un sileno e tre mostri marini, si apriva un loggiato dal quale si accedeva dall'appartamento della governatrice.
A decorare il lato verso il giardino e la loggia fu chiamato Valerio Profondavalle, al quale furono affidate anche le scene e gli altri arredi.
Margherita arrivò il 30 novembre, ma a causa della morte del re Filippo II di Spagna, padre del promesso, il programma dei festeggiamenti dovette essere rivisto. Fu dunque messo in scena, come riporta un cronista, « il caso di quel Re che, superbo, fu umiliato ».
Alcuni giorni più tardi ebbe invece luogo un grande ballo organizzato dal coreografo Cesare Negri.
Il salone, in seguito utilizzato, oltre che per feste, banchetti e tornei, come teatro dell'opera, mantenne dunque il nome di Salone Margherita in onore della sovrana spagnola, ma anche il nome di “Teatro Ducale” è talvolta usato.
Nel  1613 il Salone fu interessato da un parziale restauro a opera di Fabio Mangone e Alessandro Bisnati.
Nella notte tra il 23 e il 24 gennaio 1695 un primo incendio divampò nella sala rendendo necessari lavori di restauro. Per volere del governatore spagnolo Carlo Enrico di Lorena, l'architetto Federico Pietrasanta intervenne facendo ricostruire la parete meridionale, adiacente alle stanze della governatrice, e trasformando le balconate in quattro ordini di ventiquattro palchi ciascuno.
Tredici anni più tardi, nella notte tra il 5 e il 6 gennaio 1708, il salone fu definitivamente ridotto dalle fiamme ad « un mucchio di terra e sassi, da' quali nacquero negli anni successivi e sterpi e spine ».
Bisognò infatti aspettare quasi un decennio, e la fine del dominio spagnolo, prima che una nuova sala, il Teatro Regio Ducale, sorgesse al posto del vecchio ambiente.